# نايجل ريس
نايجل ريس (بالإنجليزية: Nigel Rees)‏ هو لاعب كرة قدم ومدرب كرة قدم بريطاني في مركز نصف الجناح، ولد في 11 يوليو 1953 في بريدجند ‏ في المملكة المتحدة. لعب مع كارديف سيتي.